# Bibliodrama
Bibliodrama — metoda poznawania Pisma Świętego wykorzystująca elementy teatru i psychodramy, przeżywana w grupie osób, której zadaniem jest wzajemne poznanie się, integracja i współpraca w przygotowaniu inscenizacji epizodu biblijnego. Pożądanym skutkiem sesji bibliodramatycznej dla poszczególnych jej uczestników ma być zarówno głębsze wniknięcie i przeżycie danej sceny z Biblii, jak i skonfrontowanie życia z Biblią (postulat aktualizacji słowa Bożego dla konkretnej sytuacji życiowej człowieka).
Bibliodrama jest stosowana jako jedna z metod aktywizujących w katechezie.